# Газпром-медиа
АО «Газпром-медиа холдинг» — российская медиакомпания. Активы «Газпром-медиа» представлены в основных сегментах медиарынка: телевидение, радио, пресса, кинопроизводство и дистрибуция, интернет-платформы. Штаб-квартира располагается в Санкт-Петербурге. Выручка «Газпром-медиа» в 2018 году составила 95,5 млрд рублей.
С 2005 года 100 % холдинга «Газпром-медиа» принадлежит Газпромбанку.

## История
Холдинг «Газпром-медиа» был создан в 1998 году для управления активами в СМИ, которые на тот момент принадлежали газовому концерну «Газпром»: 100 % акций телерадиокомпании «Прометей АСТ» (прекратила вещание 7 июля 2002 года), газета «Труд» (была продана Промсвязьбанку в 2003 году), контрольный пакет акций газеты «Трибуна» (была закрыта в 2015 году, а через год перезапущена сотрудниками редакции), 30 % НТВ, 3 % ОРТ (доля была продана в октябре 1998 года ЛогоВАЗу Бориса Березовского) и около 100 региональных СМИ.
В 2001—2002 годах холдинг «Газпром-медиа» стал основным владельцем медиаактивов компании «Медиа-Мост». В состав холдинга «Газпром-медиа» вошли телеканалы НТВ и ТНТ, спутниковый оператор «НТВ-Плюс», радиостанции «Эхо Москвы» и «Спорт-FM» (закрыта в 2005 году), издательский дом «Семь дней» и другие активы.
В 2005 году «Газпром-медиа» приобрел газету «Известия» у холдинга «Профмедиа». В 2008 году контрольный пакет акций «Известий» был продан «Национальной Медиа Группе».
В 2006 году «Газпром-медиа» на частоте 90,8 FM запустил радиостанцию Relax FM. Также в том году холдинг выкупил 51 % доли в издательстве ЗАО «Медиа Пресс», которое выпускает еженедельный журнал «Панорама ТВ».
В 2007 году «Газпром-медиа» запустил «Детское радио» — первую и единственную в России радиостанцию для детей.
В 2008 году «Газпром-медиа» приобрёл видеопортал RuTube.
В 2009 году «Газпром-медиа» создал собственный сейлз-хаус ООО «Газпром-медиа» на базе компании «НТВ-Медиа». Основная деятельность сейлз-хауса заключалась в продаже общенациональной рекламы на телеканалах и радиостанциях. В этом же году сейлз-хаус «Газпром-медиа» в партнерстве с компанией «Алькасар» занялся продажами региональной рекламы на радиостанциях «Эхо Москвы», «Сити FM», «Relax FM», «Радио Попса», «Next FM» и «Детском радио». Кроме того, в 2009 году холдинг запустил онлайн-телегид «Вокруг ТВ».
В марте 2011 года «Газпром-медиа» запустил платный видеоресурс Now.ru, который предоставлял легальный доступ к библиотеке художественных и документальных фильмов.
В 2011 году «Газпром-медиа» создал компанию Gazprom-Media Digital, продавца видеорекламы в Рунете.
31 декабря 2011 года холдинг приобрёл 74,99 % уставного капитала Comedy Club Production Holding (Cyprus) Ltd. за 10,27 млрд рублей ($250 млн), получив контроль над группой производителей развлекательного контента Comedy Club Group. Продюсерский центр стал стратегическим и ключевым партнером телеканала ТНТ. Также в 2012 году холдинг «Газпром-медиа» запустил радиостанцию Comedy Radio.
В 2013 году «Газпром-медиа» объявил о выкупе 100 % группы компании «ПрофМедиа», в которую входили телеканалы «ТВ-3», «Пятница!» и «2x2», радиостанции «Авторадио», «NRJ», «Romantika» и «Юмор FM», а также кинокомпания «Централ Партнершип». Сделка была закрыта в феврале 2014 года.
В 2014 году «Газпром-медиа» закрыл сделку по приобретению для телеканала ТНТ основных нематериальных активов продюсерской компании Good Story Media, которая создала для ТНТ сериалы «Реальные пацаны» и «Физрук».
В 2014 году «Газпром-медиа» довел до 100 % свою долю в рекламном агентстве «Алькасар».
В 2014 году спутниковый оператор «НТВ-Плюс» приобрел производителя тематических каналов Red Media («Ред Медиа»).
В 2014 году холдинг «Газпром-медиа» стал владельцем онлайн-кинотеатра Zoomby.ru.
В марте 2015 года вещательная компания «Профмедиа» (с 2016 года «Газпром-медиа Радио») запустила радиостанцию LikeFM, позволившую слушателям влиять на плейлист эфира при помощи интерактивных средств коммуникаций.
Летом 2015 года сейлз-хаус «Газпром-медиа» представил новый рекламный инструмент «Кантата», который позволяет создавать рекламные и промо-кампании в формате «360 градусов», используя все ресурсы холдинга.
1 ноября 2015 года холдинг «Газпром-медиа» запустил федеральный канал «Матч ТВ». Также был сформирован спортивный бизнес ГПМ Матч, который объединяет федеральный канал, 12 тематических каналов, онлайн-ресурсы Sportbox.ru и matchtv.ru. В 2018 году был запущен новый футбольный канал «Матч! Премьер», а в 2019 году — «Матч! Страна».
В 2016 году «Газпром-медиа» запустил еще один развлекательный канал — ТНТ4, основу вещания которого составили проекты, шоу и сериалы из накопленной медиатеки телеканала ТНТ.
В сентябре 2015 года была образована Группа компаний ГПМ КИТ (Кино. Интернет. Телевидение; в составе холдинга «Газпром-медиа»), основным видом деятельности которой является: производство, прокат и дистрибуция российского кино и сериалов. В неё входит четыре компании: «Киностудия КИТ», которая занимается производством телевизионных сериалов, художественных и документальных фильмов; «Централ партнершип» — кинопрокат, дистрибуция библиотеки и экспансия российского контента на международные рынки, «Ред Медиа» — производство и дистрибуция 38 тематических телевизионных каналов и «Белые ночи» — кинопрокат авторских, фестивальных и экспериментальных фильмов.
В 2016 году «Газпром-медиа» договорился о приобретении 33,3 % ООО «Плэдформ».
В 2016 году «Газпром-медиа» объявил о планах создания подразделения Gazprom Media Ventures («Газпром-медиа Партнеры») для инвестиций в технологические компании с целью их продвижения в обмен на процент от выручки или долю в бизнесе. В 2017 году в рамках этой стратегии холдинг проинвестировал в сервис готовой еды Instamart.
В 2016 году холдинг «Газпром-медиа» стал одним из учредителей Национального рекламного альянса (НРА), где контролирует долю в 25 %. С 2017 года продажу рекламы на телеканалах «Газпром-медиа» осуществляет «Национальный рекламный альянс», а сейлз-хаус «Газпром-медиа» размещает спонсорскую рекламу на телеканалах холдинга.
В 2017 году 70 % сейлз-хауса Gazprom-media Digital выкупила «Новая сервисная компания» (НСК). НСК является бэк-офисом единого продавца телерекламы в России — Национального рекламного альянса (НРА).
В начале 2018 года начал вещание новый развлекательный канал «Газпром-медиа» — «Супер», созданием контента для которого занялись продюсеры из Yellow, Black and White. Но телеканал не пользовался популярностью и не приносил должную прибыль холдингу. В феврале 2021 года он был перезапущен как телеканал «Суббота», контентно ориентированный на молодых женщин от 18 до 45 лет и специализирующийся на трансляции легендарных сериалов 1990—2000-х гг.
В апреле 2018 года «Газпром-медиа» создал студию 1-2-3 Production, предназначенную для производства премиального видеоконтента на телеканале ТВ-3.
Также летом 2018 года «Газпром-медиа» запустил ОТТ-платформу ТНТ-Premier: стриминговый сервис с премиальным контентом, не предназначенным для телеэфира, премьерами новых шоу и сериалов до их выхода на эфирных каналах холдинга, а также медиатекой контента телеканалов «НТВ», «ТНТ», «ТВ-3», «ТНТ4», «2x2», «ТНТ MUSIC», «Пятница!», «Супер» и «Матч ТВ».
В конце 2018 года «ГПМ Радио» и НСК стали учредителями селлера радиорекламы «Дом Радиорекламы», которому перешли продажи рекламы радиостанций холдинга «Газпром-медиа», за исключением «Эха Москвы», которая стала реализовывать рекламные возможности самостоятельно.
В 2019 году «Газпром-медиа» запустил Premier Studios на базе студии 1-2-3 Production, которая занялась производством контента для платформы Premier.
В декабре 2019 года «Газпром-медиа» купил разработчика рекламной платформы Getintent. Сумма сделки не раскрывается.
Чистый убыток холдинга «Газпром-медиа» в 2020 году составил 5,5 млрд руб. против убытка 4,6 млрд руб. в 2019 году. Частично результат обусловлен резервами, которые были учтены в конце 2020 года, а также курсовой разницей по валютным контрактам.
В марте 2020 года «Газпром-медиа» запустил сетевой портал SRSLY.ru, «энциклопедию о блогерах и лидерах мнения», агрегатор новостей о жизни молодежи, моде, ярких культурных событиях, новинках кино, здоровье, психологии и технологиях.
В декабре 2020 года «Газпром-медиа» выкупил права на молодежную социальную сеть коротких вертикальных видео в формате мобильного приложения — «ЯМолодец», российский аналог китайского TikTok’а. Запуск приложения был анонсирован на конец ноября — начало декабря 2021 года.
В феврале 2021 года «Газпром-медиа» анонсировал запуск развлекательного телеканала «Суббота!» на частоте телеканала «Супер».
В апреле 2021 года в рамках «Газпром-медиа» взял на себя спонсорскую поддержку деятельности Большого театра. В свою очередь, холдинг получил эксклюзивное право на трансляции на своих видеоплатформах постановок Большого театра, а также на разработку и распространение аудиообразовательного контента об истории и современном развитии театра.
2 августа 2021 года «Коммерсантъ» сообщил об уходе из компании заместителя генерального директора «Газпром-медиа» Дмитрия Уфаева, который курировал цифровую трансформацию в холдинге.
В ноябре 2021 года «Газпром-медиа» объявил о запуске приложения Yappy — российской социальной сети на базе UGC для создания совместных роликов.
В декабре 2021 года «Газпром-медиа» и МаксимаТелеком создали СП «ГПМ-Дата» для развития экосистемы сервисов медиахолдинга, созданных с использованием технологий машинного обучения и искусственного интеллекта.
24 февраля 2022 года «Газпром-медиа» представил новый бренд и стратегию анимационной компании «ЯРКО». Компания создана на базе ООО «ТойРой Медиа», которое вошло в состав «Газпром-медиа» в результате сделки в 2021 году.
С 1 февраля 2023 года «Газпром-медиа» прекратил взаимодействие с YouTube, в частности, поддержку своих каналов на платформе.
С августа 2024 года штаб-квартира «Газпром-медиа» располагается в Санкт-Петербурге, по адресу Московский проспект, 156.

## Руководство

### Генеральные директора
- Виктор Илюшин (1998)
- Сергей Зверев (1998—1999)
- Александр Астафьев (1999—2000)
- Альфред Кох (2000—2001)
- Борис Йордан (2001—2003)[59]
- Александр Дыбаль (2003—2004)[60]
- Николай Сенкевич (2004—2013)[61][62][63]
- Михаил Лесин (2013—2015)[64]
- Дмитрий Чернышенко (2015—2020)[65]
- Александр Жаров (с 24 марта 2020)[66]

## Международное сотрудничество
Весной 2014 года ТНТ продал формат сериала «Моими глазами» американскому телеканалу Fox. Это был первый случай адаптации российского сериала в США. Также в 2014 году телеканал ТВ-3 продал права на адаптацию своего проекта «Удиви меня» в США.
В 2015 году права на формат шоу «Сделка» телеканала «Пятница!» приобрел казахстанский продюсерский центр «Aruzhan & Company» Production Center.
В начале 2016 года «Газпром-медиа» объявил о сотрудничестве с китайскими медиакомпаниями. Холдинг подписал соглашение о партнерстве с Шанхайской Медиа Группой (Shanghai Media Group) в области создания и распространения кино-, телевизионного и цифрового контента, и с компанией «Жэньминьван», которая управляет информационным порталом китайской газеты «Жэньминь Жибао». В марте 2016 года холдинг заключил соглашение о стратегическом сотрудничестве с China Centrlal Television (CCTV). Кроме того, с 2015 года кинокомпания «Централ Партнершип» сотрудничает с китайской компанией Сhina Film Group по прокату российских фильмов в Китае, а китайских — в России.
Весной 2016 года холдинг «Газпром-медиа» продал формат сериала «Интерны» (ТНТ) для адаптации в Китай.
В июне 2017 года телеканал НТВ заключил соглашение о стратегическом партнерстве с компанией Armoza Formats — одним из ведущих независимых дистрибьюторов контента и ТВ-форматов на международном рынке. Компания добавила в свой каталог сериалов два триллера от НТВ: «Трасса смерти» и «Спящие».
В августе 2017 года «Киностудия КИТ» подписала соглашение с международной компанией Global Connection International Media Group о совместном производстве телевизионного фильма «Султан моего сердца» для «Первого канала».
Осенью 2017 года телеканал НТВ продал формат шоу «Секрет на миллион» международному дистрибьютеру Banijay Rights. В рамках соглашения формат проекта распространяется дистрибутором по всему миру на эксклюзивной основе.
В 2018 году телеканал НТВ продал видеосервису Netflix права на показ сериала «Хождение по мукам» (экранизация романа Алексея Толстого с одноименным названием). Также права на международную дистрибуцию сериала были проданы израильской компании Dori Media Group и греческому телеканалу ERT3. Другие проекты НТВ, военная драма «Апперкот для Гитлера» и «Орден», появились на американском потоковом видеосервисе Amazon Prime Video, а китайская онлайн-платформа Bililbili приобрела остросюжетный триллер «Шуберт».
Весной 2019 года Amazon Prime Video купил права на показ киносериала «Гоголь» телеканала ТВ-3 и продюсерской компании «Среда» в США, Канаде и Великобритании.
В декабре 2021 года «Газпром-медиа» стал партнёром американской лиги UFC и начал отвечать за показ её турниров по смешанным единоборствам в России с 2022 года.

## Корпоративное управление
В 2015 году топ-менеджмент «Газпром-медиа» изменил модель управления холдингом. В компании был создан корпоративный центр, который отвечает за стратегическое развитие бизнесов. Операционная деятельность активов была выделена в соответствующие бизнес-направления.
- Информационное ТВ: НТВ
- Развлекательное ТВ[83]: ТНТ, ТНТ4, Пятница!, Суббота!, ТВ-3, 2x2, Comedy Club Production, Good Story Media, Premier
- Оператор спутникового телевидения «НТВ-Плюс»
- ГПМ Радио: Авторадио, Comedy Radio, Relax FM, Like FM, Детское радио, Радио ENERGY, Радио Romantika, Юмор FM, 101.ru
- Интернет: поставщик услуг системной интеграции «Газпром-медиа технологии», онлайн-телегид «Вокруг ТВ»
- ГПМ КИТ: производственные студии «Централ Партнершип», «Киностудия КИТ», «Ред Медиа», «ЯРКО»
- Пресса: еженедельный журнал «Семь Дней ТВ-Программа», онлайн-портал 7дней.ru, ежемесячный журнал «Караван историй», журнал «Панорама TV»
- Реклама: сейлз-хаус «Газпром-медиа», управляющая компания «Аура»

## Санкции
2 сентября 2016 года «Газпром-медиа» попал под секторальные санкции США в связи с конфликтом на Украине. 24 июня 2021 года компания была внесена в санкционный список Украины. 8 июля 2022 года, на фоне вторжения России на Украину, компания была внесена в санкционный список Канады как платформа дезинформации и пропаганды «за содействие и поддержку неспровоцированного и необоснованного вторжения России в Украину».